# 室管膜
室管膜是腦室和脊髓中央管的薄层神經上皮細胞內襯（衬膜），为单层纤毛柱状上皮。
室管膜細胞（ependymal cell，ependymocyte）是衬于脑室及脊髓中央管腔面的一层立方或柱状上皮细胞，属于四種中樞神經系統的神經膠質細胞之一，其游离端有纤毛，具有分泌脑脊液、支持和再生作用（作为神經再生的储库），且形成单层上皮样室管膜，并参与构成脉络组织。

## 外部連結
- Illustrations at ucsf.edu
- Atlas at mcg.edu